# Kris Roberts
Kris Roberts (o Kris Coombs-Roberts, como se llama actualmente tras casarse y tomar el apellido de su esposa) es el guitarrista de Funeral For A Friend. Nació el 18 de mayo de 1981.
Utiliza guitarras de la firma Gibson y en sus comienzos tocó en una banda local llamada January Thirst.
- Datos: Q9017988